# Frank Dytkiewicz
Frank Dytkiewicz (* um 1947) ist ein ehemaliger Bankdrücker und vielfacher Niedersächsischer und Deutscher Meister in seiner Sportart.

## Leben
Als Mitglied des Sportvereins FSV Sarstedt von 1861 gewann Frank Dytkiewicz
- bei den Deutschen Mannschaftsmeisterschaften im Bankdrücken der Männer
  - 1988 den Titel als Vizemeister, gemeinsam mit Roger Brunner, Thomas Kulhawy, Eberhard Schwanke und Georg Vogel;
- sowie bei den gemeinsam mit Männern und Frauen ausgerichteten Deutschen Meisterschaften im Bankdrücken (Einzel) in der Klasse Männer bis 110 kg
  - 1993 den Titel als Deutscher Vizemeister mit 230,0 gestemmten kg;
  - 1994 den Titel als Deutscher Vizemeister mit 235,0 gestemmten kg.[2]

Frank Dytkiewicz hatte seit Ende der 1970er Jahre bereits zehn Mal den Titel als Niedersächsischer Landesmeister errungen und war schon vier Mal zum Deutschen Meister im Bankdrücken gekürt worden, als er im Jahr 1993 im Alter von 46 Jahren erneut beim Großen Preis von Berlin in seiner Sportart antrat: Obwohl dort eigentlich nur die Aktiven-Klasse startete, konnte Dytkiewicz in der Seniorklasse seinen eigenen Deutschen und Europarekord brechen, als er in Berlin 4,5 Zentner stemmte und damit den Großen Preis errang. Sein damaliger Trainer war Roger Brunner, mit dem er seinen Sieg bei seinem Freund Giuseppe Morrone in Ricks-Café in Misburg feierte.
In Niedersachsen hält Frank Dytkiewicz im Einzel-Bankdrücken der Männer, „Senioren Akl. II“, in der Klasse bis 110,0 kg den Rekord mit 225,0 kg für den SC Elite Hannover.